# Bigova
Bigova je naselje u Boki kotorskoj, u općini Kotor. Smješteno je u mikroregiji Grbalj, oblast Donji Grbalj.

## Zemljopisni položaj
Naseljeno mjesto Bigova je jedino primorsko mjesto u Grblju. 

## Stanovništvo

### Nacionalni sastav po popisu 2003.
- Srbi -  97
- Crnogorci -  8
- Hrvati -  2
- Neopredijeljeni -  3
- Ostali -  4

## Crkve u Bigovi
- Crkva Sv. Nikole[1] je mala pravoslavna crkvica, izgrađena u tipično primorskom stilu. Iako razmjerno skromnih dimenzija u potpunosti zadovoljava potrebe mještana, većinom Srba.